# Jan Lötvall
Jan Lötvall, född 7 december 1956, är en svensk medicinsk professor i klinisk allergologi vid Göteborgs universitet.

## Karriär
Lötvall har från mitten av 1990-talet till 2020-talet huvudsakligen forskat kring astma. 2007 blev Lötvall ordförande i Krefting Research Centre (KRC), en strategisk satsning för att öka förståelsen kring astma. I centrats studier samlas klinisk epidemiologi, cellbiologiska studier och detaljerad fenotypning av patienter. Lötvalls team var först med att kunna se att exosomer transporterar RNA mellan celler, i en studie som publicerades i tidskriften Nature Cell Biology 2007.
2011 var Lötvall med och grundade International Society of Extracellular Vesicles (ISEV), där han 2016 valdes till ordförande.
Lötvall uttalade sig vid flera tillfällen under Coronavirusutbrottet 2020–2021 i Sverige, och var en av ett tjugotal forskare som uttryckte kritik mot Folkhälsomyndighetens hantering av pandemin. Han menade bland annat att betydligt hårdare restriktioner borde införas, för att kunna tygla pandemin. Detta uttryckte han i en debattartikel tillsammans med professor Bo Lundbäck, också verksam vid Göteborgs universitet.